# Dilmetaş, Gevaş
Dilmetaş là một xã thuộc thành phố Gevaş, tỉnh Van, Thổ Nhĩ Kỳ. Dân số thời điểm năm 2011 là 508 người.